# Нова Періс-Нібон
Нова Періс-Нібон (англ. Nova Peris, 25 лютого 1971) — австралійська хокеїстка на траві і спортсменка.
Олімпійська чемпіонка 1996 року, учасниця 2000 року.
Переможниця Трофею чемпіонів 1993, 1995 років.
Чемпіонка світу 1994 року.
Переможниця Ігор Співдружності 1998 року в бігу на 200 метрів та в естафеті 4x100 м.